# Anna Abreu
Anna Abreu (født Anna Eira Margarida Mourão de Melo e Abreu den 7. februar 1990 i Vantaa, Finland) er en finsk-portugisisk sangerinde. Hun blev landskendt da hun deltog i den finske udgave af Idols. Anna fik kun en tredjeplads, men efter seriens afslutning fik hun gjort lynkarriere, både indenrigs og udenrigs.
Anna Abreu står bag en lang række sange og albums. Blandt sangene kan nævnes "Worst Part Is Over", "Stereo", "Hysteria", "Music Everywhere" og "Broken Kind Of Good Love". Abreus sange er solgt i i alt 180.000 eksemplarer.
Hendes debutalbum "Are You Ready" udkom i 2008.
Annas mor er finsk, mens hendes far er portugisisk.

## Diskografi
- Anna Abreu (2007)
- Now (2008)
- Just a Pretty Face? (2009)
- Rush (2011)
- Greatest Hits (2012)
- V (2014)
- Sensuroimaton versio (2016)
- Teipillä tai rakkaudella (2019)